# Петар Богуновић (учитељ)
Петар М. Богуновић је рођен 1883. године у Зрмањи (Лика) у српском братству Богуновића од оца Михајла-Милоша (1854—1937) и мајке Марије (1858—192?), из старе српске племићке породице Синобад.
Његов брат био је Душан М. Богуновић (1888—1944).

## Школовање
После завршетка четири разреда гимназије, похађао је Учитељску школу у Загребу до 1902. године.
Одмах затим ради као привремени учитељ у Зрмањи, а од 1904. године, добија „оспособљенице“ за учитељску службу у нижим пучким школама, те потом почиње да ради у Дебелом Брду и Осреднику (око 1913. године).
Војни рок је служио у аустроугарској војсци од 1915. до 1918. године.

## Радна каријера
После Првог светског рата (1914—1918) наставља са учитељском службом најпре у Прибнићу (1919—1923), потом у Теслићу (1923—1933) и на крају у Сарајеву 1934. године.
Исте године краљевским указом постављен је за чиновника у Просветном одељењу Краљевске банске управе, а већ 1938. године и за просветног референта при Просветном одељењу Краљевске банске управе, где ће остати на служби све до пензионисања 1940. године.

## Издавачки рад
Списак важнијих радова (библиографија): 
- „Iz usorskog kraja i okoline: istorija, tradicija, značaj, položaj“ (Sarajevo: 1937)
- „Сокол: почетна књига за соколске чете Краљевине Југославије“ (Београд: Савез Сокола Краљевине Југославије, 19?? )
- „Седиште манастира Ступље“

Живот је изгубио приликом савезничког бомбардовања у Сарајеву 1944. године, а сахрањен је на Кошеву.
Био је као и његов брат Душан, активни члан Југословенске радикалне заједнице (ЈРЗ Милана Стојадиновића) и вођа соколског покрета (био је попут брата у конфронтацији са Аустроугарском монархијом).

## Породица
Петар се оженио 18. јануара 1911. године у Дебелом Брду са Даницом (1893—19??) из Мекињара (Зрмања), ћерком Јове Будисављевића, попа из Врела, који је добио племићка обележја за одбрану Војне крајине (1435—1881), тј.   од Турака и његове жене Добриле (рођене Петровић) из Мекињара.
Са Даницом је имао четворо деце Марију (1913—19??), Недељка (1914—19??), Ковиљку (1914—19??) и Угљешу (1922—1994), чувеног београдског архитекту.

## Признање
У Теслићу су у част овог националног радника једну улицу назвали његовим именом ( ул. Петра Богуновића).